# Spannungsabfall
Ein Spannungsabfall oder Spannungsfall (IEV) ist die elektrische Spannung zwischen den Anschlüssen eines stromdurchflossenen passiv wirkenden Zweipols.

## Spannungsabfall an Widerständen
An jedem passiven Bauelement fällt Spannung ab, wenn es von Strom durchflossen wird. Eine Ausnahme ist der Grenzfall des Kurzschlusses.
Linearer Widerstand
Häufig verhält sich ein passives Bauelement wie ein linearer Widerstand. In vielen einfachen Fällen lässt sich sein Verhalten durch die Kennzeichnung als ohmscher Widerstand annähernd beschreiben. An diesem fällt proportional zur Stromstärke eine Spannung ab, so wie es das ohmsche Gesetz angibt. Es gilt für Gleichgrößen sowie für Effektivwerte und Augenblickswerte von Wechselgrößen.
An Bauteilen, die das Verhalten einer Induktivität oder einer Kapazität aufweisen, ist der Zusammenhang zwischen Stromstärke und Spannungsabfall zusätzlich von der Zeit abhängig. Beim technisch wichtigen stationären Vorgang der sinusförmigen Wechselgrößen lässt sich der Zusammenhang als Blindwiderstand darstellen. Die Proportionalität zwischen Stromstärke und Spannung gilt hier für die Effektivwerte und Amplituden.
Nichtlinearer Widerstand
Fast alle Halbleiter-Bauelemente und eine Reihe anderer passiver Bauelemente lassen sich nur als nichtlinearer Widerstand bezeichnen. Beispielsweise bei einer Diode, die im technisch bevorzugten Stromstärkebereich betrieben wird, ist der Spannungsabfall proportional zum Logarithmus der Stromstärke. Nur bei kleinen Stromänderungen lässt sich der Zusammenhang mit den dann auftretenden kleinen Spannungsänderungen durch einen differentiellen Widerstand linear annähern. Dieser wird aus ihrem Kleinsignalverhalten gewonnen. Im Allgemeinen lässt sich der Spannungsabfall an nichtlinearen Bauelementen nur in einem eingeschränkten Bereich durch empirisch gewonnene Formeln, Kennlinien oder Kleinsignal-Ersatzschaltbilder beschreiben.

## Spannungsabfall entsprechend den kirchhoffschen Regeln
Für die Anwendung der kirchhoffschen Maschenregel ist die Klassierung einer Spannung als Spannungsabfall ohne Belang. Die Spannungen passiver und aktiver Zweipole gehen gleichartig ein.

## Spannungsabfall an elektrischen Leitungen
In der Energietechnik dienen elektrische Leitungen  der Energieübertragung, wobei i. d. R. Eingangsspannung am Netzeinspeisepunkt und Betriebsspannung am Verbraucher voneinander abweichen. Die Differenz ihrer reellen Effektivwerte wird Spannungsabfall an elektrischen Leitungen genannt, welcher energetische Übertragungsverluste ausdrückt. Damit am Betriebsmittel die für den ordentlichen Betrieb notwendige Leistung ankommt, müssen Spannungsabfälle in Grenzen gehalten werden. Dies wird bei der Leitungsverlegung durch entsprechende Kabel- und Leitungsdimensionierung unter Berücksichtigung der materialabhängigen Leitungsbeläge mithilfe der untenstehenden Näherungsformel erreicht.

### Elektrisch kurze Leitungen

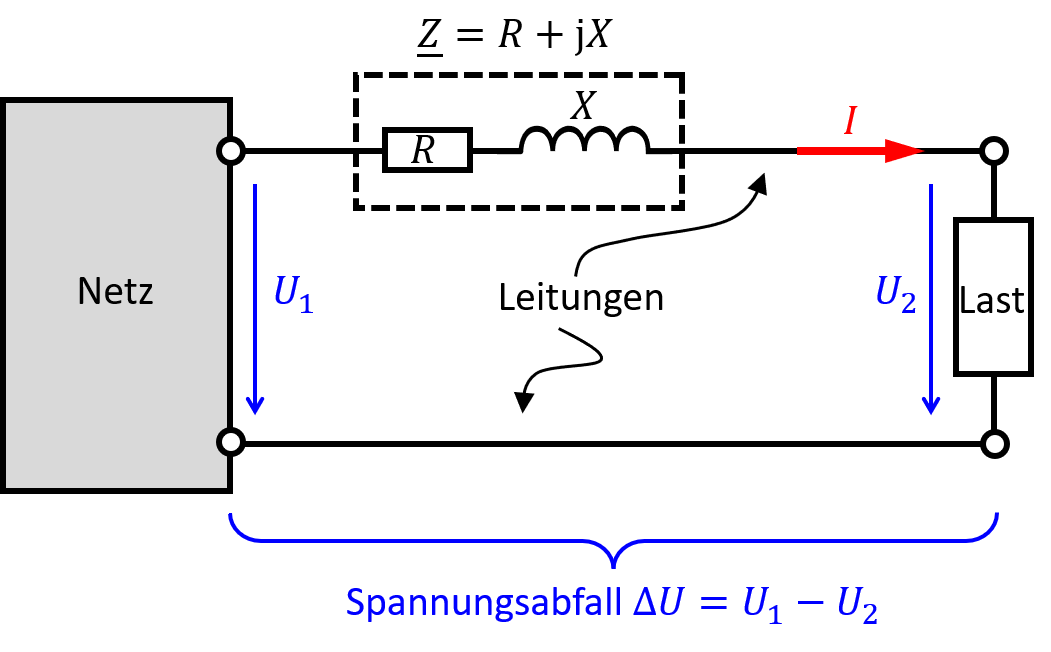
Leitungsmodell für elektrisch kurze Leitungen

In Niederspannungsnetzen mit elektrisch kurzen Leitungen (z. B. Freileitungen unter 100 km und Erdkabel unter ca. 50 km), wo die endliche Ausbreitungsgeschwindigkeit elektromagnetischer Wellen keine Rolle spielt, können Ableitungs- und Kapazitätsbeläge vernachlässigt werden, sodass die mathematische Behandlung mit dem in der Abbildung dargestellten vereinfachten Leitungsmodell möglich ist.
Hierbei bezeichnen {\displaystyle R>0} und {\displaystyle X>0} den Wirk- bzw. den induktiven Blindwiderstand der gesamten Leitung (d. h. der Hin- und Rückleitung), {\displaystyle U_{1}} bzw. {\displaystyle U_{2}} die reellen Effektivwerte von Einspeise- bzw. Betriebsspannung und {\displaystyle I} die Stromstärke des Betriebsstroms.
Der Spannungsabfall an den Leitungen ist gegeben durch
{\displaystyle \Delta U=U_{1}-U_{2}}
und der Zusammenhang zwischen komplexer Spannungsdifferenz {\displaystyle {\underline {U}}_{Z}={\underline {U}}_{1}-{\underline {U}}_{2}}, Leitungsimpedanz {\displaystyle {\underline {Z}}=R+\mathrm {j} X} und komplexer Betriebsstromstärke {\displaystyle {\underline {I}}} gemäß ohmschen Gesetz durch
{\displaystyle {\underline {U}}_{Z}={\underline {Z}}\,{\underline {I}}={\underline {U}}_{R}+{\underline {U}}_{X}},
wobei {\displaystyle {\underline {U}}_{R}:=R{\underline {I}}} bzw. {\displaystyle {\underline {U}}_{X}:=\mathrm {j} X{\underline {I}}} die Komponenten der Zerlegung von {\displaystyle {\underline {U}}_{Z}} parallel bzw. senkrecht zu {\displaystyle {\underline {I}}} sind.
Anmerkung: Bei ohmsch-induktiven Lasten gilt stets {\displaystyle U_{1}>U_{2}}, bei ohmsch-kapazitiven Lasten kann auch {\displaystyle U_{1}<U_{2}} und somit ein negativer Spannungsabfall {\displaystyle \Delta U<0} auftreten.

#### Längs- und Querspannungsabfall

Spannungen infolge eines Spannungsabfalls an einer Leitung.

Ohne Beschränkung der Allgemeinheit ist in der nebenstehenden Abbildung der Betriebsspannungszeiger  {\displaystyle {\underline {U}}_{2}} parallel zur reellen Achse gelegt. Man definiert nun die vorzeichenbehafteten reellen Koeffizienten {\displaystyle {\tilde {U}}_{\mathrm {L} }:=\mathrm {Re} \,{\underline {U}}_{Z}} bzw. {\displaystyle {\tilde {U}}_{\mathrm {Q} }:=\mathrm {Im} \,{\underline {U}}_{Z}} und nennt sie Längsspannungs- bzw. Querspannungsabfall. Mit {\displaystyle {\underline {U}}_{\mathrm {L} }:={\tilde {U}}_{\mathrm {L} }} und {\displaystyle \;{\underline {U}}_{\mathrm {Q} }:=\mathrm {j} {\tilde {U}}_{\mathrm {Q} }} erhält man die orthogonale Zerlegung (siehe Zeigerbild):
{\displaystyle {\underline {U}}_{Z}={\underline {U}}_{\mathrm {L} }+{\underline {U}}_{\mathrm {Q} }={\tilde {U}}_{\mathrm {L} }+\mathrm {j} {\tilde {U}}_{\mathrm {Q} }}.
Mit dem Phasenverschiebungswinkel {\displaystyle \varphi } zwischen Betriebsspannung {\displaystyle {\underline {U}}_{2}} und Betriebsstrom {\displaystyle {\underline {I}}=I\mathrm {e} ^{-\mathrm {j} \varphi }} erhält man nach Ausmultiplizieren von {\displaystyle {\underline {U}}_{Z}={\underline {U}}_{R}+{\underline {U}}_{X}=(U_{\mathrm {R} }+\mathrm {j} U_{\mathrm {X} })\mathrm {e} ^{-\mathrm {j} \varphi }} unter Verwendung der eulerschen Formel {\displaystyle e^{\mathrm {j} \alpha }=\cos \alpha +\mathrm {j} \sin \alpha } den Längsspannungsabfall zu
{\displaystyle {\tilde {U}}_{\mathrm {L} }=\operatorname {Re} {\underline {U}}_{Z}=U_{\mathrm {R} }\cos \varphi +U_{\mathrm {X} }\sin \varphi \quad \quad (*)}
und den Querspannungsabfall zu
{\displaystyle {\tilde {U}}_{\mathrm {Q} }=\operatorname {Im} {\underline {U}}_{Z}=U_{\mathrm {X} }\cos \varphi -U_{\mathrm {R} }\sin \varphi }.
Anschaulich lässt sich {\displaystyle {\tilde {U}}_{\mathrm {L} }} unter Beachtung seines Vorzeichens aus den Längen der waagerechten Katheten der farblich hinterlegten Dreiecke zusammensetzen. Entsprechendes gilt für {\displaystyle {\tilde {U}}_{\mathrm {Q} }} und die senkrechten Katheten.

#### Längsspannungsabfall als Näherungsgröße
Der Querspannungsabfall {\displaystyle {\tilde {U}}_{\mathrm {Q} }} sei vernachlässigbar, d. h. es gelte {\displaystyle |{\tilde {U}}_{\mathrm {Q} }|\ll |{\tilde {U}}_{\mathrm {L} }+U_{2}|}; ferner gelte {\displaystyle U_{2}\geq |{\tilde {U}}_{\mathrm {L} }|}. Dann gilt die Näherung
{\displaystyle \Delta U\approx {\tilde {U}}_{\mathrm {L} }}.
Sie ist bei kurzen elektrischen Leitungen erfüllt.
Setzt man {\displaystyle U_{\mathrm {R} }=RI} und {\displaystyle U_{\mathrm {X} }=XI} sowie folgende Beziehungen für die Leitungsbeläge {\displaystyle R'={\frac {R}{b\,l}}={\frac {\varrho }{A}}} und {\displaystyle X'={\frac {X}{b\,l}}} in {\displaystyle (*)} ein, so ergibt sich die im folgenden Abschnitt angegebene Näherungsformel.

### Norm für Niederspannungsnetze

#### Näherungsformel
Gemäß DIN VDE 0100–520:2012–06 Anhang G kann der Spannungsfall {\displaystyle \Delta U} an elektrischen Leitungen im Bereich von Niederspannungsnetzen für praktische Anwendungen in Näherung und unter Vernachlässigung des Querspannungsabfalles nach folgender Formel berechnet werden:
{\displaystyle \Delta U\approx l\,b\left({\frac {\rho }{A}}\cos \varphi +X'\sin \varphi \right)I}
Dabei sind
{\displaystyle l}  … Gerade Länge der Kabel- und Leitungsanlage
{\displaystyle b} … Koeffizient:
{\displaystyle b=1} bei dreiphasigen Drehstromkreisen mit symmetrischer Belastung. {\displaystyle \Delta U} ist der Abfall der Spannung zwischen Außen- und Neutralleiter  (gleich Außenleiterspannung{\displaystyle /{\sqrt {3}}}).
{\displaystyle b=2} bei einphasigen Wechselstromkreisen (Hin- und Rückleitung)
Anmerkung: Dreiphasige Stromkreise, die vollkommen unsymmetrisch belastet werden (nur ein Außenleiter belastet sowie der Neutralleiter), verhalten sich wie einphasige Stromkreise. Bei der üblicherweise symmetrischen Belastung (alle drei Außenleiter gleich belastet) fließt kein Leiterstrom im Neutralleiter, daher gibt es dort keinen Spannungsfall.
{\displaystyle \rho }   …  Spezifischer elektrischer Widerstand der Leiter im ungestörten Betrieb.
Dabei wird als spezifischer elektrischer Widerstand der Wert für die im ungestörten Betrieb vorhandene Temperatur genommen oder 1,25-mal der spezifische elektrische Widerstand bei 20 °C, oder 0,0225 Ω·mm2/m für Kupfer und 0,036 Ω·mm2/m für Aluminium.
{\displaystyle A}   …  Querschnitt der Leiter
{\displaystyle \cos \varphi } … Wirkfaktor; falls nicht bekannt, wird ein Wert von 0,8 angenommen (entsprechend {\displaystyle \sin \varphi =0{,}6})
{\displaystyle X'} … Belag der Leitung mit Blindwiderstand; falls nicht bekannt, wird ein Wert von 0,08 mΩ/m angenommen
{\displaystyle I}   … Stromstärke im Leiter (Effektivwert)
Der relative Spannungsfall bezogen auf die Netzspannung {\displaystyle {U_{1}}} ergibt sich zu
{\displaystyle {\frac {\Delta U}{U_{1}}}={\frac {100\,\Delta U}{U_{1}}}\,\%}.
Anmerkung: In Kleinspannungsstromkreisen müssen die Grenzwerte für den Spannungsfall nur bei Stromkreisen für Leuchten (nicht z. B. für Klingel, Steuerung, Türöffner) eingehalten werden (vorausgesetzt, dass die ordnungsgemäße Funktion dieser Betriebsmittel überprüft wird).

#### Grenzwerte
- Nach der Niederspannungsanschlussverordnung[6] § 13 Absatz (4), früher der AVBEltV, darf der Spannungsfall zwischen dem Hausanschlusskasten und dem Stromzähler nicht mehr als 0,5 % betragen.
- Nach TAB 2007 soll der Spannungsfall zwischen dem Hausanschluss und dem Zähler folgende Werte nicht überschreiten:

| bis 100 kVA  | 0,5 %  |
| 100–250 kVA  | 1,0 %  |
| 250–400 kVA  | 1,25 % |
| über 400 kVA | 1,5 %  |

* Nach DIN VDE 0100-520 sollte gemäß Tabelle G.52.1 der Spannungsfall in Verbraucheranlagen zwischen dem Hausanschluss und Verbrauchsmitteln (Steckdosen oder Geräteanschlussklemmen) nicht mehr als 3 % für Beleuchtungsanlagen und 5 % für andere elektrische Verbrauchsmittel betragen.
- Nach DIN 18015 Teil 1 soll der Spannungsfall zwischen dem Zähler und den Steckdosen oder Geräteanschlussklemmen nicht mehr als 3 % betragen.
- Nach IGVW SQP4[7] soll der Spannungsfall in der Veranstaltungstechnik zwischen Übergabepunkt (i. d. R. Steckdose) und am weitesten entfernten Betriebsmittel nicht über 5 % liegen.

Als Grundlage gilt die Netzspannung, die nach DIN IEC 38 für Europa auf 230/400 V festgelegt ist, sowie die Nennstromstärke der Überstromschutzeinrichtungen, beispielsweise 63 A oder 16 A.